# 현성오토텍
주식회사 현성오토텍(Hyunsung Autotech)은 자동차 차체용 부품을 전문으로 제조하는 회사이다.

## 역사
1989년에 설립되어 2005년 법인명을 현성오토텍으로 변경하였다. 현대차와 기아차의 협력사이다.
2024년에 회생절차를 신청하였다.